# Compañía de Cazadores Correntinos

Uniforme de un cazador correntino en una acuarela anónima de 1806.

La Compañía de Cazadores Correntinos fue una unidad de milicias coloniales creada en Buenos Aires en 1806 luego de producirse la primera invasión inglesa al virreinato del Río de la Plata.

## Correntinos en las Invasiones Inglesas
La población colonial hispanoamericana tenía una larga experiencia en organización de cuerpos de milicias, las cuales intervinieron a lo largo de los siglos de dominación hispana en guerras contra los aborígenes, alzamientos internos y contra fuerzas de otras naciones europeas. El 4 de noviembre de 1806 el virrey marqués Rafael de Sobremonte ordenó al comandante de armas de Corrientes, Pedro Fondevila, que se movilizacen hacia Montevideo todos los hombres disponibles, llevando las armas y caballadas que pudieran reunir.
Su punto de concentración fue San Roque y desde allí partieron 500 hombres y 5000 caballos con rumbo a la Banda Oriental, una campaña desafortunada para las tropas defensoras de la plaza frente a los británicos.

## Los Cazadores Correntinos
El 14 de agosto de 1806 84 correntinos residentes en Buenos Aires se reunieron en asamblea y constituyeron la Compañía de Cazadores Correntinos. Al mando inicial del capitán Juan José Fernández Blanco, luego lo suplantó el vizcaíno Nicolás Murguiondo. El segundo jefe de esta compañía era el teniente Elías Galván. El subteniente era Juan Tomás Fernández, el subteniente de bandera era Juan Ventura Benítez, los sargentos: Juan Bautista Meza, Juan Ventura Medina, Juan del Carmen Rodríguez, Tomás Vallejos, Roque Romero y Antonio Elorcia.
El 12 de octubre de 1806 fueron bendecidas en la iglesia de Santo Domingo las banderas del Tercio de Vizcaínos, incluyendo a los Cazadores Correntinos.
Su uniforme consistía en una chaquetilla verde y vueltas amarillas con alamares, pantalón blanco, botas altas, faja roja, sombrero alto con penacho verde y amarillo.
Por el exiguo número de sus integrantes fue agregada al Tercio de Vizcaínos. Su bautismo de fuego se produjo durante la Segunda Invasión Inglesa o Defensa de Buenos Aires en 1807 y parte en las acciones que culminaron en la derrota británica el 5 de julio. Combatieron el 2 de junio de 1807 en la defensa del Puente de Barracas y en el combate de los Corrales de Miserere. En esas acciones tuvieron 6 muertos (Pedro José Fernández, Juan Alberto Vega, José Gabriel Chaparro, Miguel Antonio Leites, Clemente Alves de Lima y Pedro Neves), 5 heridos (Francisco Javier Molina, Joaquín Flores, Alberto Peralta, Juan Ignacio Morel y José Gabriel Gómez) y 4 prisioneros (Julián Molina, Fernando Ruidíaz, Fernando Centurión y Baltasar Feijoo).
Refiriéndose al batallón integrado por esta compañía Santiago de Liniers expresó el 20 de octubre de 1807:

Este acto de moderación en un cuerpo que desde su origen fue el mas perfecto modelo de aplicación, zelo, constancia, y disciplina, y que en el combate empeñado con el enemigo, al poco rato se sostuvo con una dignidad, firmeza, valor, y entusiasmo dignos del mayor elogio, obligándole con su vigorosa resistencia á contenerse en aquel parage, sin proseguir por entonces el ataque á pesar de la ventaja del numero, es la mejor prueba del acendrado amor patriótico que ardia en sus generosos pechos, y de que han dado tantos y tan relevantes testimonios en el curso de su carrera militar.

## Asonada de Álzaga
Durante el intento de destituir al virrey Liniers ocurrido el 1 de enero de 1809 y conocido como asonada de Álzaga, el tercio estuvo entre las unidades que se opusieron al virrey, por lo que al ser dominada la rebelión el Tercio de Vizcaínos fue virtualmente disuelto y desarmado, y sus jefes arrestados. El 16 de mayo de 1809 una junta de guerra determinó que sus banderas fueran entregadas por el batallón y colocadas junto al retrato del rey en el fuerte de Buenos Aires y que los miembros del tercio dejaran de percibir sueldo con retroactividad al 1 de enero.
El nuevo virrey Baltasar Hidalgo de Cisneros dispuso el 22 de septiembre de 1809 la restitución del honor de los tercios involucrados en el movimiento del 1 de enero, amnistiando a los detenidos, pero no permitió su reconstitución al ser destinados a la reserva como parte de los batallones del Comercio.

4.° Los Cuerpos vizcaynos, catalanes y gallegos que en unión con los demás voluntarios de esta ciudad han hecho los más notables servicios a la Patria no han desmentido la elevada idea a que se han hecho acreedores por solo una parte muy corta de ellos que se separaron de sus deberes en aquella conmoción, y por lo tanto se les entregará por el sargento mayor de la plaza de las banderas y armas de que fueron despojados. Pero no debiendo subsistir estos cuerpos bajo sus antiguas denominaciones según el nuevo plan de fuerza armada que acaba de publicarse integrarán los batallones del Comercio, encargándose su arreglo al general comisionado como está prevenido.